# Gonodontodes dispar
Gonodontodes dispar là một loài bướm đêm trong họ Noctuidae.